# 交通运输部海事局
交通运输部海事局，涉外时称中华人民共和国海事局，简称中国海事局（英語：China MSA），是中华人民共和国交通运输部正司局级直属机构，是中华人民共和国国务院海事主管部门。
1998年10月，中国海事局由中国港务监督局和中国船舶检验局合并组建。中华人民共和国海事局实行垂直管理体制。负责行使国家水上安全监督和防止船舶污染、船舶及海上设施检验、航海保障管理和行政执法，船员行政管理、履行交通部安全生产等管理职能；也负责调查沉船事故。

## 职责
根据国务院办公厅和中央机构编制委员会办公室等有关文件，中华人民共和国海事局（交通运输部海事局）承担下列职能：
1. 拟订和组织实施国家水上交通安全监督管理、船舶及相关水上设施检验和登记、防治船舶污染和航海保障的方针、政策、法规和技术规范、标准。
2. 统一管理水上交通安全和防治船舶污染。监督管理船舶所有人安全生产条件和水运企业安全管理体系；调查、处理水上交通事故、船舶污染事故及水上交通违法案件；指导船舶污染损害赔偿工作。
3. 负责船舶、海上设施检验行业管理以及船舶适航和船舶技术管理；管理船舶及海上设施法定检验、发证工作；审定船舶检验机构和验船师资质、负责对外国验船组织在华设立代表机构进行监督管理；负责中国籍船舶登记、发证、检查和进出港（境）签证；负责外国籍船舶入出境及在中国港口、水域的监督管理；负责船舶保安和防抗海盗管理工作；负责船舶载运危险货物及其他货物的安全监督。
4. 负责船员、引航员、磁罗经校正员适任资格培训、考试、发证管理。审核和监督管理船员、引航员、磁罗经校正员培训机构资质及其质量体系；负责海员证件的管理工作。
5. 管理通航秩序、通航环境。负责禁航区、航道（路）、交通管制区、锚地和安全作业区等水域的划定；负责禁航区、航道（路）、交通管制区、锚地和安全作业区等水域的监督管理，维护水上交通秩序；核定船舶靠泊安全条件；核准与通航安全有关的岸线使用和水上水下施工、作业；管理沉船沉物打捞和碍航物清除；管理和发布全国航行警（通）告，办理国际航行警告系统中国国家协调人的工作；审批外国籍船舶临时进入我国非开放水域；办理港口对外开放的有关审批工作和中国便利运输委员会的日常工作。
6. 负责航海保障工作。管理沿海航标、无线电导航和水上安全通信；管理海区港口航道测绘并组织编印相关航海图书资料；归口管理交通行业测绘工作；承担水上搜寻救助组织、协调和指导的有关工作。
7. 组织实施国际海事条约；履行“船旗国”、“港口国”及“沿岸国”监督管理义务，依法维护国家主权；负责有关海事业务国际组织事务和有关国际合作、交流事宜。
8. 组织编制全国海事系统中长期发展规划和有关计划；管理所属单位基本建设、财务、教育、科技、人事、劳动工资、精神文明建设工作；负责船舶港务费、船舶吨税、船舶油污损害赔偿基金等有关管理工作；受部委托，承担港口建设费征收的管理和指导工作；负责全国海事系统统计和行风建设工作。
9. 承办交通运输部交办的其他事项。

## 机构设置

### 内设机构
根据有关规定，交通运输部海事局（中华人民共和国海事局）设置下列机构：
- 办公室
- 政策法规处
- 计划装备处
- 财务会计处
- 人事教育处（公务员管理处）
- 通航管理处
- 船舶监督处（中国便利运输委员会办公室）
- 危管防污处
- 船舶检验管理处
- 船舶技术规范处
- 船员管理处
- 安全管理处
- 航海保障管理处
- 规费征稽处
- 科技信息处
- 国际合作处
- 审计处
- 党组工作部（组织处）
- 宣传处
- 纪检办公室（监察处）
- 直属机关党委办公室（工会办公室）

### 中国海事局管理的机构
- 中华人民共和国上海海事局（正厅级）
- 中华人民共和国天津海事局（正厅级）
- 中华人民共和国辽宁海事局（正厅级）
- 中华人民共和国河北海事局（正厅级）
- 中华人民共和国山东海事局（正厅级）
- 中华人民共和国江苏海事局（正厅级）
- 中华人民共和国浙江海事局（正厅级）
- 中华人民共和国福建海事局（正厅级）
- 中华人民共和国广东海事局（正厅级）
- 中华人民共和国广西海事局（正厅级）
- 中华人民共和国海南海事局（正厅级）
- 中华人民共和国长江海事局（正厅级）
- 中华人民共和国黑龙江海事局（正厅级）
- 中华人民共和国深圳海事局（正厅级）
- 中华人民共和国连云港海事局（副厅级）

（长江海事局由交通部长航局直属、交通部海事局管理；江苏海事局由长江海事局管理；深圳海事局由广东海事局管理；廈門海事局由福建海事局代管理。）

### 中国海事局管理的事业单位
- 交通运输部北海航海保障中心（副厅级）
- 交通运输部东海航海保障中心（副厅级）
- 交通运输部南海航海保障中心（副厅级）

## 历任领导
局长
- 徐祖远 海事首席总监（2008年3月－2013年8月，交通运输部副部长兼）
- 陈爱平 海事总监（2013年8月－2016年4月，兼中国海上搜救中心常务副主任）
- 许如清 海事总监（2016年4月－2019年1月，兼中国海上搜救中心常务副主任）
- 曹德胜 海事总监（2019年1月－2022年2月，兼中国海上搜救中心常务副主任）
- 李国平 海事总监（2022年2月－2023年5月，交通运输部安全总监兼，兼中国海上搜救中心常务副主任、交通运输部应急办公室主任）
- 付绪银 海事总监（2023年5月－，交通运输部副部长兼，兼中国海上搜救中心主任）

## 业务

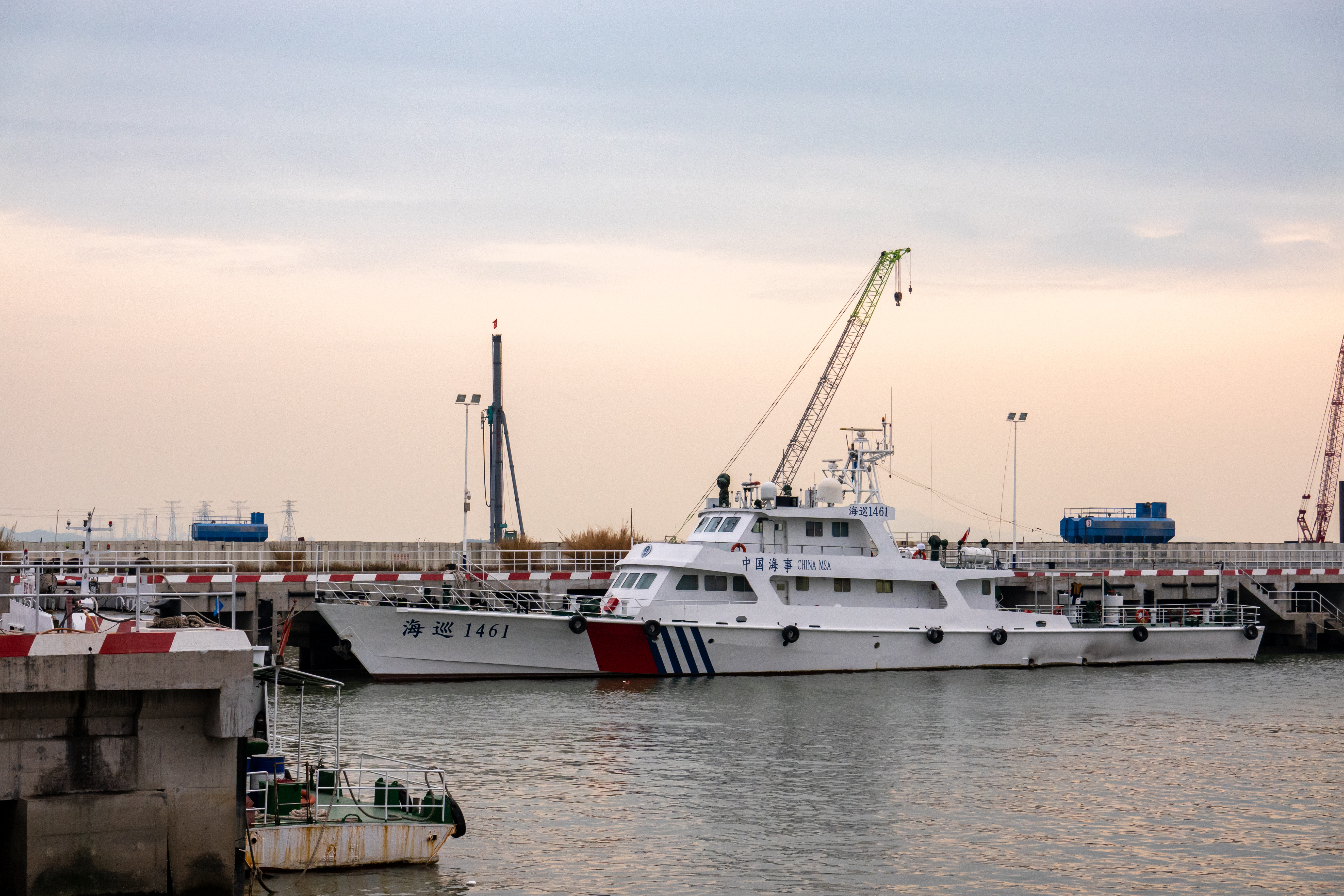
中国海事巡逻船

中国的水上交通管理，分为中央管理水域与地方管理水域。例如，黑龙江自内蒙古黑山头以下、松花江自大安港以下的干支流为中央管理水域，归属中国海事局直属的黑龙江海事局管理。而松花江在大安港以上水域归吉林省地方海事局管理。
全国27个省、自治区、直辖市（不含黑龙江省、广东省、广西壮族自治区、海南省）及新疆生产建设兵团均设有地方海事局。地方海事局一般为省、市、县三级分级管理体制，归属当地人民政府领导管理。上级海事局仅为业务指导关系。

## 执法船
海巡艦
| 编号   | 尺度（米）     | 排水量  | 航速 | 建成时间 | 建造船厂     | 隶属于           | 资料来源 |
| ------ | -------------- | ------- | ---- | -------- | ------------ | ---------------- | -------- |
| 海巡01 | 128.6*16*7.9   | 5418噸  | 20节 | 2013-04  | 中国船舶重工 | 上海海事局       | [ 6 ]    |
| 海巡03 | 128.6*16*7.9   | 5560噸  | 20节 | 2021-09  | 中国船舶重工 | 海南海事局       | [ 7 ]    |
| 海巡06 | 128.6*16*7.9   | 5560噸  | 20节 | 2021-02  | 中国船舶重工 | 福建海事局       | [ 8 ]    |
| 海巡08 | 123.6*21.2*9.3 | 7500噸  | 15节 | 2022-07  | 中国船舶重工 | 東海航海保障中心 | [ 9 ]    |
| 海巡09 | 165*20.6*9.5   | 10700噸 | 16节 | 2021-10  | 中国船舶重工 | 广东海事局       | [ 10 ]   |

## 海事衔
| 首席海事总监 | 海事总监 | 海事副总监一级 | 海事副总监二级 | 海事副总监三级 | 海事监督长一级 | 海事监督长二级 | 海事监督长三级 | 海事监督官一级 | 海事监督官二级 | 海事监督官三级 | 海事监督员一级 | 海事监督员二级 | 海事见习人员 |
| ------------ | -------- | -------------- | -------------- | -------------- | -------------- | -------------- | -------------- | -------------- | -------------- | -------------- | -------------- | -------------- | ------------ |
|              |          |                |                |                |                |                |                |                |                |                |                |                |              |